# Kurravaara
Kurravaara (Samisch:Gurravárri) is een dorp op binnen de Zweedse gemeente Kiruna. Nabij Kurravaara komen diverse rivierlopen samen die de Torne voorzien van water. Het dorp is bereikbaar middels een landweg vanuit de stad Kiruna. Het dorp omsluit gedeeltelijk het Kallomeer. Vanuit Kurravaara vertrekt een wandelpad binnen het uitgestrekte moerasgebied rondom de plaats. Ten zuiden van het dorp ligt de berg Kurravaara.
Bestuurscentrum: Kiruna (Tätort)
Tätort: Jukkasjärvi · Karesuando · Kuttainen · Övre Soppero · Svappavaara · Vittangi
Småort: Abisko · Idivuoma · Kauppinen · Kurravaara · Lannavaara · Laxforsen · Masugnsbyn · Mertajärvi · Närvä · Paksuniemi · Piksinranta · Saivomuotka
Overig: Alalahti · Alttajärvi · Årosjåkk · Björkliden · Holmajärvi · Jänkänalusta · Kaalasjärvi · Kalixfors · Kattuvuoma · Käyrävuopio · Krokvik · Kuoksu · Lainio · Laukkusluspa · Luongaslompolo · Maunu · Merasjärvi · Nedre Soppero · Nurmasuanto · Paittasjärvi · Parakka · Piilijärvi · Pirttivuopio · Poikkijärvi · Puoltsa · Rautas · Rensjön · Salmi · Silkkimuotka · Stenbacken · Suijajärvi · Torneträsk · Tuolluvaara · Vassijaure · Viikusjärvi · Vittangi · Vivungi